# MACS J0647+7015
MACS J0647+7015 è un ammasso di galassie con un red shift di z = 0,591. È situato tra il Grande Carro e il Piccolo Carro, nella costellazione della Giraffa. Fa parte di un gruppo di 12 ammassi di galassie con z > 0,5 scoperto grazie al MAssive Cluster Survey (MACS).
Nel 2012 questo ammasso di galassie è stato sfruttato come lente gravitazionale consentendo la scoperta di MACS0647-JD, una delle galassie più distanti conosciute (z = 11).